# George Connor
George Connor (Rialto, Californië, 16 augustus 1906 – Hesperia, Californië, 28 maart 2001) was een Amerikaans Formule 1-coureur. Hij reed 3 races; de Indianapolis 500 van 1950 t/m 1952.